# 瀧昇
瀧 昇（たき のぼる、1894年（明治27年）2月6日 - 1984年（昭和59年）12月3日）は、大日本帝国陸軍軍人。最終階級は陸軍少将。

## 経歴・人物
岡山県出身。1915年（大正4年）陸軍士官学校第27期卒業。
1940年（昭和15年）3月に陸軍航空兵大佐に任官し、同年5月に飛行第58戦隊長（航空兵団、第2飛行集団、第8飛行団）として大東亜戦争に出征。2年後の1942年（昭和17年）4月に第4飛行師団兵器部長（関東軍、第2航空軍）に転じ、1943年（昭和18年）9月に所沢陸軍航空整備学校立川教育隊長、1944年（昭和19年）12月に第6航空軍兵器部長（航空総軍）を経て、1945年（昭和20年）6月に陸軍少将に進級。さらに翌月、関東軍航空廠長に任ぜられた。
1948年（昭和23年）1月31日、公職追放仮指定を受けた。

## 著作
- 述『欧洲大戦に於ける爆撃隊戦史講授録』軍事学指針社、1936年。